# Bleiddwn
En la mitologia gal·lesa, Bleiddwn (del gal·lès  blaidd, «llop») apareix en la quarta branca de Les quatre branques del Mabinogi, i és un dels tres fills de Gwydion i Gilfaethwy. Com a càstig per la violació de Goewin, Math fab Mathonwy va desterrar els seus nebots, convertint-los en una parella de cérvols durant un any, després en porcs senglars i finalment en llops. Van tenir tres fills al llarg dels tres anys d'encanteri: Hyddwn (cervatell), Hychtwn (porquet) i Bleiddwn (llobató). Bleiddwn és fill dels llops. Finalment, Math el va transformar en humà i el va anomenar Bleiddwn («llobató»).

## Els fills de Dôn
Dôn, filla de Mathonwy, era la matriarca d'una família. El seu marit mai es designa específicament.
|                    |                    |                    |                    |                    |                    |  |  |                   |                   |                   |                   |                   |                   |     |     |                    |                    |                    |                    |                    |                    |  |  |          |          |          |          | Mathonwy |          |  |  |          |          |                               |                               |                               |                               |                               |                               |                   |                   |                   |                   |                   |                   |  |  |                              |                              |                              |                              |                              |                              |  |  |                           |                           |                           |                           |                           |                           |  |  |  |  |  |  |  |  |  |  |  |  |  |  |  |  |  |  |  |  |  |  |  |  |  |  |
|                    |                    |                    |                    |                    |                    |  |  |                   |                   |                   |                   |                   |                   |     |     |                    |                    |                    |                    |                    |                    |  |  |          |          |          |          |          |          |  |  |          |          |                               |                               |                               |                               |                               |                               |                   |                   |                   |                   |                   |                   |  |  |                              |                              |                              |                              |                              |                              |  |  |                           |                           |                           |                           |                           |                           |  |  |  |  |  |  |  |  |  |  |  |  |  |  |  |  |  |  |  |  |  |  |  |  |  |  |
|                    |                    |                    |                    |                    |                    |  |  |                   |                   |                   |                   |                   |                   |     |     |                    |                    |                    |                    |                    |                    |  |  |          |          |          |          |          |          |  |  |          |          |                               |                               |                               |                               |                               |                               |                   |                   |                   |                   |                   |                   |  |  |                              |                              |                              |                              |                              |                              |  |  |                           |                           |                           |                           |                           |                           |  |  |  |  |  |  |  |  |  |  |  |  |  |  |  |  |  |  |  |  |  |  |  |  |  |  |
|                    |                    |                    |                    |                    |                    |  |  |                   |                   |                   |                   | Dôn               | Dôn               | Dôn | Dôn | Dôn                | Dôn                |                    |                    |                    |                    |  |  |          |          |          |          |          |          |  |  |          |          |                               |                               |                               |                               |                               |                               | Math fab Mathonwy | Math fab Mathonwy | Math fab Mathonwy | Math fab Mathonwy | Math fab Mathonwy | Math fab Mathonwy |  |  | Goewin                       | Goewin                       | Goewin                       | Goewin                       | Goewin                       | Goewin                       |  |  |                           |                           |                           |                           |                           |                           |  |  |  |  |  |  |  |  |  |  |  |  |  |  |  |  |  |  |  |  |  |  |  |  |  |  |
|                    |                    |                    |                    |                    |                    |  |  |                   |                   |                   |                   | Dôn               | Dôn               | Dôn | Dôn | Dôn                | Dôn                |                    |                    |                    |                    |  |  |          |          |          |          |          |          |  |  |          |          |                               |                               |                               |                               |                               |                               | Math fab Mathonwy | Math fab Mathonwy | Math fab Mathonwy | Math fab Mathonwy | Math fab Mathonwy | Math fab Mathonwy |  |  | Goewin                       | Goewin                       | Goewin                       | Goewin                       | Goewin                       | Goewin                       |  |  |                           |                           |                           |                           |                           |                           |  |  |  |  |  |  |  |  |  |  |  |  |  |  |  |  |  |  |  |  |  |  |  |  |  |  |
|                    |                    |                    |                    |                    |                    |  |  |                   |                   |                   |                   |                   |                   |     |     |                    |                    |                    |                    |                    |                    |  |  |          |          |          |          |          |          |  |  |          |          |                               |                               |                               |                               |                               |                               |                   |                   |                   |                   |                   |                   |  |  |                              |                              |                              |                              |                              |                              |  |  |                           |                           |                           |                           |                           |                           |  |  |  |  |  |  |  |  |  |  |  |  |  |  |  |  |  |  |  |  |  |  |  |  |  |  |
|                    |                    |                    |                    |                    |                    |  |  |                   |                   |                   |                   |                   |                   |     |     |                    |                    |                    |                    |                    |                    |  |  |          |          |          |          |          |          |  |  |          |          |                               |                               |                               |                               |                               |                               |                   |                   |                   |                   |                   |                   |  |  |                              |                              |                              |                              |                              |                              |  |  |                           |                           |                           |                           |                           |                           |  |  |  |  |  |  |  |  |  |  |  |  |  |  |  |  |  |  |  |  |  |  |  |  |  |  |
| Gwydion            | Gwydion            | Gwydion            | Gwydion            | Gwydion            | Gwydion            |  |  | Eufydd fab Dôn    | Eufydd fab Dôn    | Eufydd fab Dôn    | Eufydd fab Dôn    | Eufydd fab Dôn    | Eufydd fab Dôn    |     |     | Gilfaethwy         | Gilfaethwy         | Gilfaethwy         | Gilfaethwy         | Gilfaethwy         | Gilfaethwy         |  |  | Amaethon | Amaethon | Amaethon | Amaethon | Amaethon | Amaethon |  |  | Gofannon | Gofannon | Gofannon                      | Gofannon                      | Gofannon                      | Gofannon                      |                               |                               | Arianrhod         | Arianrhod         | Arianrhod         | Arianrhod         | Arianrhod         | Arianrhod         |  |  |                              |                              |                              |                              |                              |                              |  |  |                           |                           |                           |                           |                           |                           |  |  |  |  |  |  |  |  |  |  |  |  |  |  |  |  |  |  |  |  |  |  |  |  |  |  |
| Gwydion            | Gwydion            | Gwydion            | Gwydion            | Gwydion            | Gwydion            |  |  | Eufydd fab Dôn    | Eufydd fab Dôn    | Eufydd fab Dôn    | Eufydd fab Dôn    | Eufydd fab Dôn    | Eufydd fab Dôn    |     |     | Gilfaethwy         | Gilfaethwy         | Gilfaethwy         | Gilfaethwy         | Gilfaethwy         | Gilfaethwy         |  |  | Amaethon | Amaethon | Amaethon | Amaethon | Amaethon | Amaethon |  |  | Gofannon | Gofannon | Gofannon                      | Gofannon                      | Gofannon                      | Gofannon                      |                               |                               | Arianrhod         | Arianrhod         | Arianrhod         | Arianrhod         | Arianrhod         | Arianrhod         |  |  |                              |                              |                              |                              |                              |                              |  |  |                           |                           |                           |                           |                           |                           |  |  |  |  |  |  |  |  |  |  |  |  |  |  |  |  |  |  |  |  |  |  |  |  |  |  |
|                    |                    |                    |                    |                    |                    |  |  |                   |                   |                   |                   |                   |                   |     |     |                    |                    |                    |                    |                    |                    |  |  |          |          |          |          |          |          |  |  |          |          |                               |                               |                               |                               |                               |                               |                   |                   |                   |                   |                   |                   |  |  |                              |                              |                              |                              |                              |                              |  |  |                           |                           |                           |                           |                           |                           |  |  |  |  |  |  |  |  |  |  |  |  |  |  |  |  |  |  |  |  |  |  |  |  |  |  |
|                    |                    |                    |                    |                    |                    |  |  |                   |                   |                   |                   |                   |                   |     |     |                    |                    |                    |                    |                    |                    |  |  |          |          |          |          |          |          |  |  |          |          |                               |                               |                               |                               |                               |                               |                   |                   |                   |                   |                   |                   |  |  |                              |                              |                              |                              |                              |                              |  |  |                           |                           |                           |                           |                           |                           |  |  |  |  |  |  |  |  |  |  |  |  |  |  |  |  |  |  |  |  |  |  |  |  |  |  |
|                    |                    |                    |                    |                    |                    |  |  |                   |                   |                   |                   |                   |                   |     |     |                    |                    |                    |                    |                    |                    |  |  |          |          |          |          |          |          |  |  |          |          |                               |                               |                               |                               |                               |                               |                   |                   |                   |                   |                   |                   |  |  |                              |                              |                              |                              |                              |                              |  |  |                           |                           |                           |                           |                           |                           |  |  |  |  |  |  |  |  |  |  |  |  |  |  |  |  |  |  |  |  |  |  |  |  |  |  |
| Hyddwn «cervatell» | Hyddwn «cervatell» | Hyddwn «cervatell» | Hyddwn «cervatell» | Hyddwn «cervatell» | Hyddwn «cervatell» |  |  | Hychtwn «porquet» | Hychtwn «porquet» | Hychtwn «porquet» | Hychtwn «porquet» | Hychtwn «porquet» | Hychtwn «porquet» |     |     | Bleiddwn «llobató» | Bleiddwn «llobató» | Bleiddwn «llobató» | Bleiddwn «llobató» | Bleiddwn «llobató» | Bleiddwn «llobató» |  |  |          |          |          |          |          |          |  |  |          |          | Dylan ail Don «fill de l'ona» | Dylan ail Don «fill de l'ona» | Dylan ail Don «fill de l'ona» | Dylan ail Don «fill de l'ona» | Dylan ail Don «fill de l'ona» | Dylan ail Don «fill de l'ona» |                   |                   |                   |                   |                   |                   |  |  | Lleu Llaw Gyffes «mà ràpida» | Lleu Llaw Gyffes «mà ràpida» | Lleu Llaw Gyffes «mà ràpida» | Lleu Llaw Gyffes «mà ràpida» | Lleu Llaw Gyffes «mà ràpida» | Lleu Llaw Gyffes «mà ràpida» |  |  | Blodeuwedd «cara de flor» | Blodeuwedd «cara de flor» | Blodeuwedd «cara de flor» | Blodeuwedd «cara de flor» | Blodeuwedd «cara de flor» | Blodeuwedd «cara de flor» |  |  |  |  |  |  |  |  |  |  |  |  |  |  |  |  |  |  |  |  |  |  |  |  |  |  |
| Hyddwn «cervatell» | Hyddwn «cervatell» | Hyddwn «cervatell» | Hyddwn «cervatell» | Hyddwn «cervatell» | Hyddwn «cervatell» |  |  | Hychtwn «porquet» | Hychtwn «porquet» | Hychtwn «porquet» | Hychtwn «porquet» | Hychtwn «porquet» | Hychtwn «porquet» |     |     | Bleiddwn «llobató» | Bleiddwn «llobató» | Bleiddwn «llobató» | Bleiddwn «llobató» | Bleiddwn «llobató» | Bleiddwn «llobató» |  |  |          |          |          |          |          |          |  |  |          |          | Dylan ail Don «fill de l'ona» | Dylan ail Don «fill de l'ona» | Dylan ail Don «fill de l'ona» | Dylan ail Don «fill de l'ona» | Dylan ail Don «fill de l'ona» | Dylan ail Don «fill de l'ona» |                   |                   |                   |                   |                   |                   |  |  | Lleu Llaw Gyffes «mà ràpida» | Lleu Llaw Gyffes «mà ràpida» | Lleu Llaw Gyffes «mà ràpida» | Lleu Llaw Gyffes «mà ràpida» | Lleu Llaw Gyffes «mà ràpida» | Lleu Llaw Gyffes «mà ràpida» |  |  | Blodeuwedd «cara de flor» | Blodeuwedd «cara de flor» | Blodeuwedd «cara de flor» | Blodeuwedd «cara de flor» | Blodeuwedd «cara de flor» | Blodeuwedd «cara de flor» |  |  |  |  |  |  |  |  |  |  |  |  |  |  |  |  |  |  |  |  |  |  |  |  |  |  |

## La llegenda
Math fab Mathonwy és un mag i governant de Gwynedd (el nord de Gal·les). Els seus peus han de ser cuidats per una verge, excepte quan està en la guerra. Gilfaethwy, el nebot de Math, s'enamora de Goewin, l'encarregada de cuidar els peus de Math, i el germà de Gilfaethwy, Gwydion, enganya a Math per anar a la guerra contra Pryderi perquè Gilfaethwy pugui tenir accés a ella. Gwydion mata a Pryderi en un combat individual, i Gilfaethwy viola a Goewin.
Math es casa amb Goewin per salvar-la de la vergonya i encanta a Gwydion i Gilfaethwy, transformant-los en una parella de cérvols durant un any, i els obliga a tenir un fill (Hyddwn, «cervatell»). Abans de recuperar de nou la forma humana, experimenten dues transformacions més, en parella de porcs senglars durant un any i en parella de llops durant un altre any. Durant aquest temps, van tenir dos fills més, Hychtwn (porquet) i Bleiddwn (llobató).
Math transforma en humans els fills dels seus nebots, que es convertiran en fidels campions.